# Château de Batestein (Vianen)
Le château de Batestein (aussi appelé Batenstein) est un château disparu des Pays-Bas. Il était construit sur la rive de la Lek dans la petite ville de Vianen, à l'époque dans la province de Hollande-Méridionale (aujourd'hui dans la province d'Utrecht).
Le château a été incendié en 1696, puis démoli. Tout qu'il en reste est la Hofpoort (ou porte du château), qui forme aujourd'hui la connexion entre la Lekdijk (ou digue de la Lek) (à cet endroit appelé Langendijk) et la Voorstraat (la rue commerçante de la ville).
Le château était de taille importante. Il a constitué à partir de la fin du XIVe siècle la résidence principale des seigneurs de Brederode, qui l'avaient acquis par mariage. Le fondateur de cette forteresse est Gijsbert van Beusichem, seigneur de Vianen. En 1414, sa petite-fille Johanna van Vianen épousa le seigneur Walrave Ier de Brederode et y habita jusqu'en 1417. Puis le château passe aux mains de la lignée des Brederode.
Dans les premières années de la guerre de Quatre-Vingts Ans, Guillaume d'Orange, Henri de Brederode et d'autres chefs rebelles à la couronne d'Espagne se réunissaient régulièrement à Batestein.
Johan Wolfert van Brederode (nl) restaura le château délabré vers 1630 et créa de grands jardins ornementaux donnant sur la Lek. La structure de ce jardin est inspirée par le prince Maurice à l'image de son Buitenhof de La Haye.
De nombreuses représentations de ce château permettent d'avoir une bonne idée de son aspect, en particulier un tableau de Jan van Goyen de 1624.

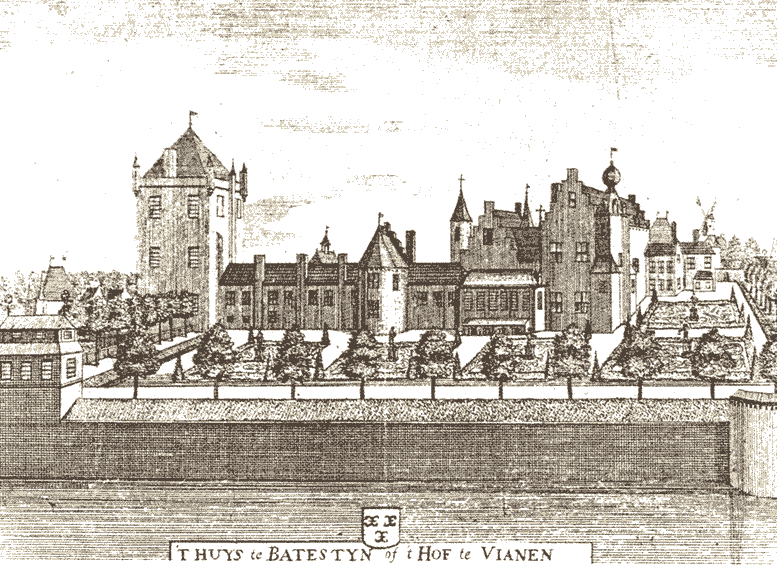
Vue des jardins donnant sur la Lek.
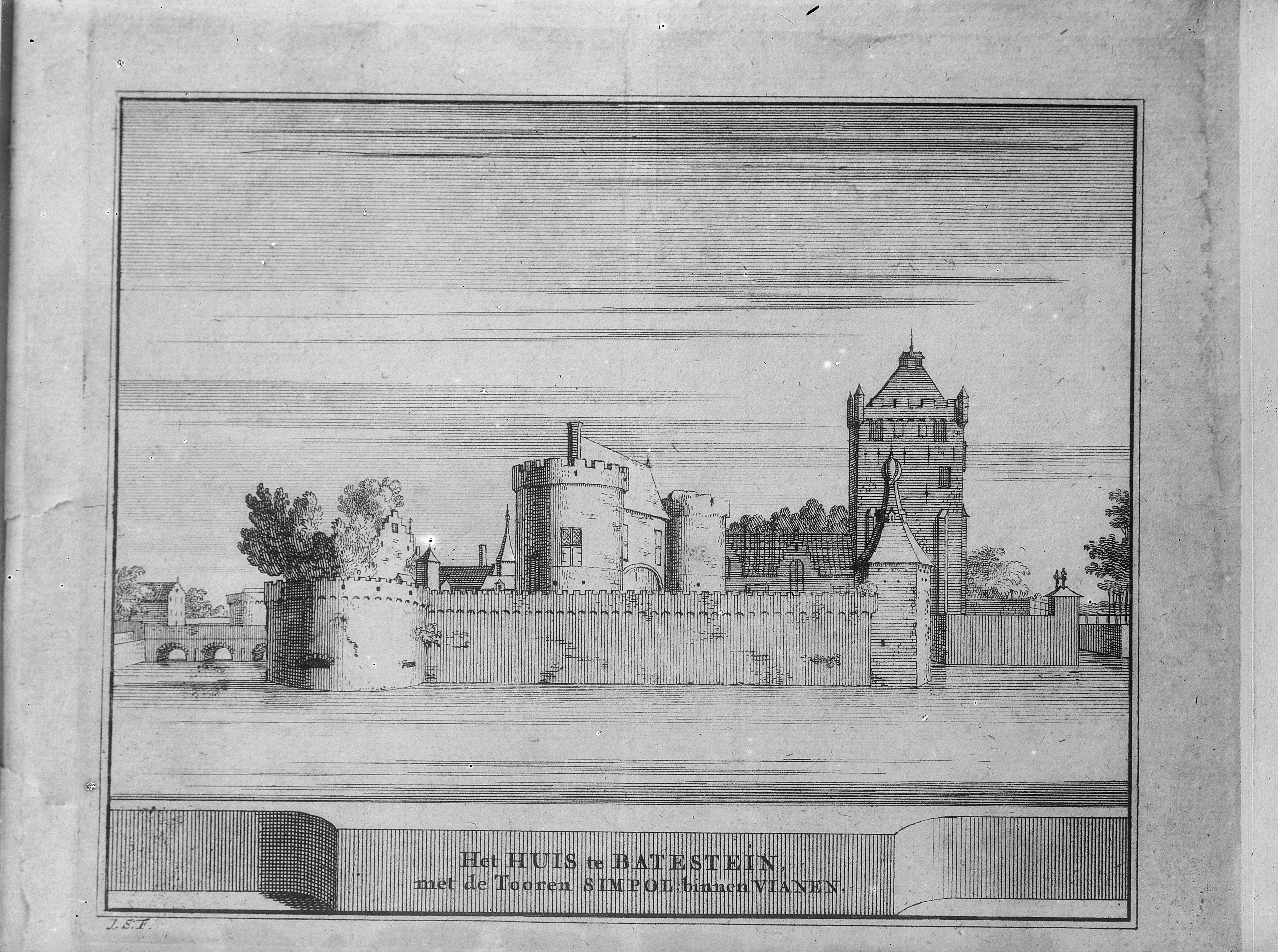
Le château avec la tour Simpol dans Vianen.
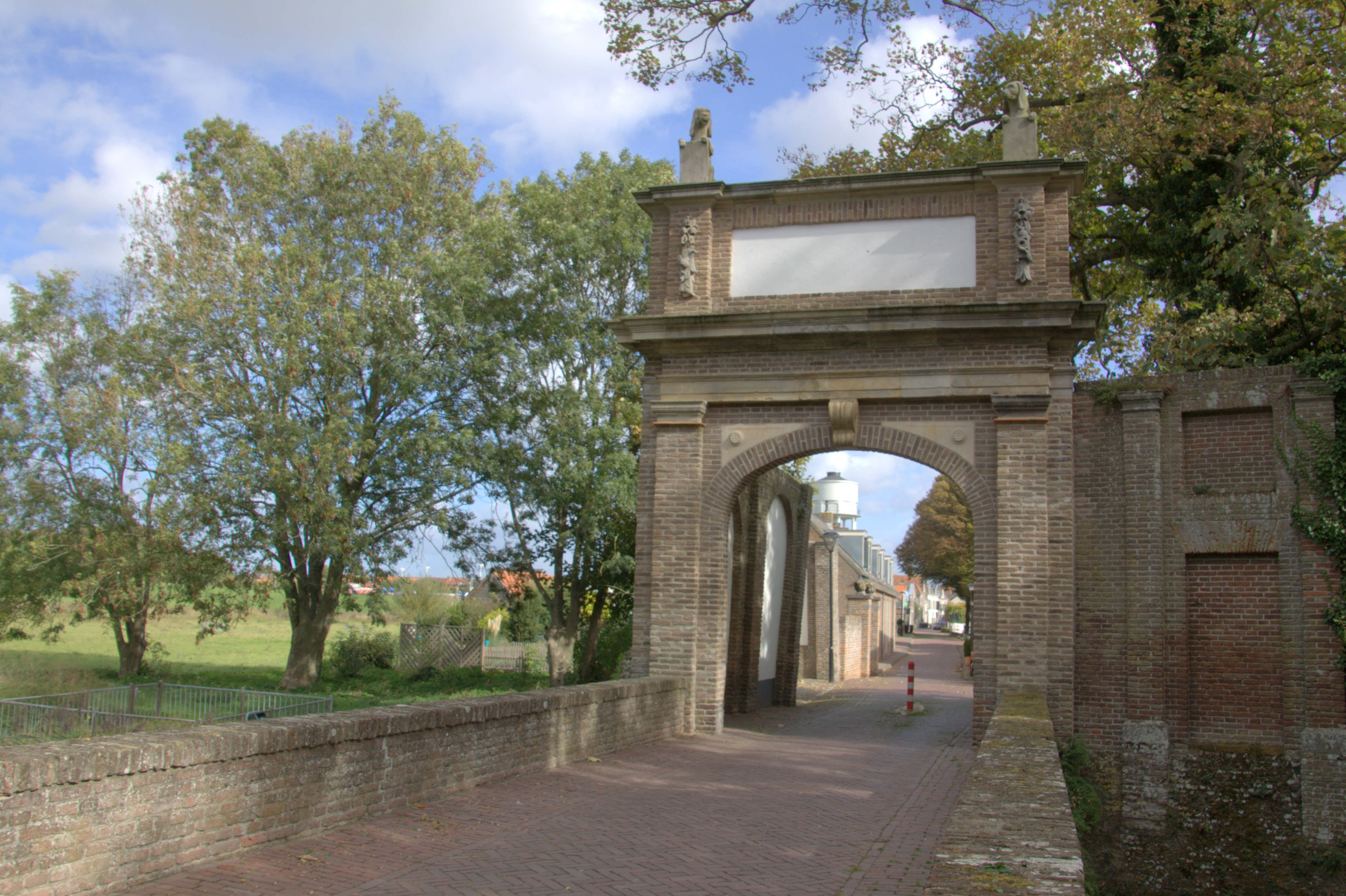
La Hofpoort aujourd'hui.